# 嘉義庁
嘉義庁（かぎちょう）は、日本統治時代の台湾の地方行政区分のひとつ。

## 歴史

### 沿革
- 1901年（明治34年）11月 - 廃県置庁により三県四庁から二十庁に改められた際に台南県の一部から成立。庁舎は嘉義街に置かれた。樸仔腳、東石港、新港（のち竹頭崎）、打猫、中埔、後大埔の6つの支庁を管轄した。
- 1909年（明治42年）10月 - 斗六庁のうち林圯埔支庁を除く大部分および塩水港庁北部を編入する。12支庁を管轄[1]。
- 1920年（大正9年）7月 - 五州二庁制度の施行に伴い台南庁と合併し台南州となった。

## 行政

### 歴代庁長
- 岡田信興：1901年11月11日 - 1907年8月13日
- 北原種忠：1907年8月13日 - 1909年10月25日
- 津田毅一：1909年10月25日 - 1916年4月8日
- 相賀照郷：1916年4月8日 - 1919年5月21日
- 相川茂郷：1919年5月21日 - 1920年9月1日